# Матвеево (Пермский край)
Матвеево — село в Пермском крае России. Входит в Лысьвенский городской округ.

## Географическое положение
Село расположено в южной части Лысьвенского городского округа на расстоянии примерно 13 километров на юго-запад от посёлка Кормовище.

## Палеонтология
На северо-восточной окраине села, на правом берегу реки Барда расположен разрез Таёжное-1, возникший в результате добычи камня для строительства дороги. Разрез сложен терригенными породами, образовавшимися в кунгурский век пермского периода. В этом местонахождении с 2012 по 2015 гг сотрудники Кунгурского музея-заповедника собрали 295 ископаемых образцов высших растений. Набор окаменелостей составляют членистостебельные (роды Sphenophyllum, Paracalamites, Paracalamitina, Phyllotheca, Annularia, Sachyogyrus), папоротники (роды Pecopteris и Sphenopteris), птеридоспермы (роды Permocallipteris, Permotheca, Gracilopteris, Sylvocarpus), прегинкгофиты и гинкгофиты (роды Psygmophyllum, Kerpia, Sphenobaiera, Biarmobaiera, Mauerites, Cheirocladus), войновскиевые (роды Rufloria, Lepeophyllum, Nephropsis, Vojnovskya), и хвойные растения (роды Kungurodendron, Walchia, Tylodendron), а также изолированные семена Cordaicarpus, Sylvella, Samaropsis, Cardiocarpus, Laevigatospermum и корни Radicites.

## История
Известно как деревня с 1782 года. 
С 2004 до 2011 года село входило  в Кормовищенское сельское поселение Лысьвенского муниципального района.

## Население
| 2010 |
| ---- |
| 238  |

Постоянное население составляло 309 человек (96 % русские) в 2002 году, 238 человек в 2010 году.

## Климат
Климат умеренно континентальный. Среднегодовая температура воздуха равна: +1,7 °C; продолжительность безморозного периода: 165 дней; средняя мощность снегового покрова: 50 см; средняя глубина промерзания почвы: 123 см. Устойчивый снежный покров сохраняется с первой декады ноября по последнюю декаду апреля. Средняя продолжительность снежного покрова 160—170 дней. Средняя из наибольших декадных высот снежного покрова за зиму — 50 см. Средняя максимальная температура самого жаркого месяца: +24,4 °C. Средняя температура самого холодного месяца: −17,4 °C.